# Táp
Táp là một thị trấn thuộc hạt Győr-Moson-Sopron, Hungary. Thị trấn này có diện tích 19,88 km², dân số năm 2010 là 713 người, mật độ 36 người/km².